# Luperkus

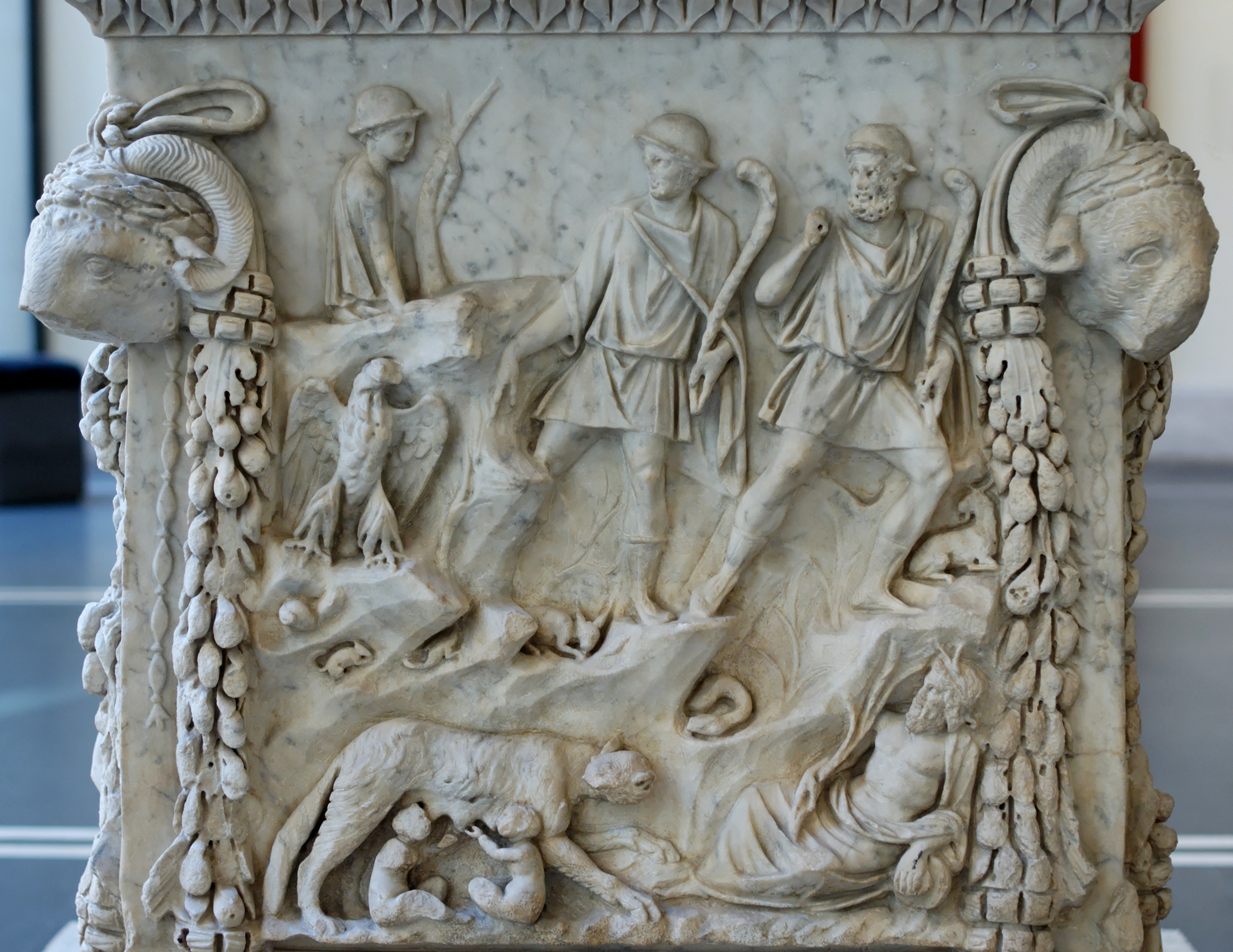
Marmurowy panel z ołtarza poświęconego boskiej parze Marsa i Wenus.Przedstawienie luperkala. Romulus i Remus karmieni przez wilczycę Lupę, otoczeni przedstawieniami Tybru i Palatynu.

Luperkus – wilcze bóstwo italskie, opiekun pasterzy chroniący ich stada przed wilkami. 
Bardzo wcześnie został utożsamiony z Faunem. Śladem jego pradawnego kultu było święto Luperkaliów. Z siedzibą Luperkusa – jaskinią Luperkal, związana jest legenda o braciach Romulusie i Remusie, założycielach Rzymu.